# Уренский район
Уре́нский райо́н — административно-территориальное образование (район) в Нижегородской области России. В рамках организации местного самоуправления ему соответствует Уренский муниципальный округ (с 2004 до 2020 гг. — муниципальный район).
Административный центр — город Урень.

## География
Уренский район расположен в северной части Нижегородской области. На западе граничит с Варнавинским, на северо-западе — с Ветлужским, на юге — с Краснобаковским, на юго-востоке — с Тонкинским районами (округами), на северов-востоке — с городским округом города Шахунья.
Площадь района составляет 2102,71 км².
На территории района находятся 1 город, посёлок городского типа Арья, 124 населённых пункта. В административный состав входит 1 городская, 1 поселковая и 13 сельских администраций.
Административный центр — город Урень. От областного центра город удален на 183 км по железной дороге и на 210 км по автомагистрали. Протяженность дорог в районе с твердым покрытием составляет 380 км.

## История
Древнейшими жителями Уренского района были марийцы.
Возникновение Уреня как села относится к началу XVIII века. В то время царский двор был заинтересован, чтобы его земли за Волгой заселялись и давали доход. Переселенцам давались льготы. И за Волгу устремились те, кто хотел вольготно жить и веровать по-старому. Официально и тайно на эти земли в Прикерженье, Заветлужье и на болотистые берега Усты двинулись тысячи семей раскольников. «Новопоспеленное село Тресвятское, Урень тож» упоминается впервые в 1719 году. Документы первой переписи и ревизии мужского населения, сохранившиеся до настоящего времени, говорят, что в 1719 году в Урене проживало 168 «мужских душ».
Урень — название, полученное от марийцев, которые издавна жили в этом крае, Тресвятское — от деревянной церкви, построенной здесь ещё в начале XVIII века и перестроенной в камне в 1829 году.
Население постепенно увеличивалось за счёт пришлых крестьян из разных городов и уездов и староверов, которые жили в кельях по лесам при том те селе Урене. Это происходило потому, что по сравнению с другими, центральными, уездами на Уренщине крестьянам жилось вольготнее. Годовые сборы здесь не превышали одного рубля с души. Кроме того, в селеньях, разбросанных по глухим лесам, можно было свободнее выполнять религиозные обряды. В связи с этим заметно уменьшилось население Уреня, но зато вокруг возникли новые поселения — Починки, Никитино, Горево, Емельяново и многие другие.
Основным занятием уренцев было земледелие. Они соблюдали правильный трехпольный севооборот и вели подсечное землепользование, при котором посев производился 2-3 года, а затем эта земля 15-20 лет отдыхала. Животноводство давало натуральному хозяйству продукты питания, шкуры, овчину для обуви и одежды. Многие промышляли охотой и бортничеством.
Вся жизнь уренцев была связана с лесом. Он давал жильё, тепло, промысел, заработок. Дубы и сосны большой толщины рубили и сплавляли для казны, для флота. Липа давала луб и мочало, лыко и мягкую белую древесину.
В 1778 году была образована Костромская губерния. На её карте появился Варнавинский уезд, а в его составе Уренская волость. Тогда в Урене насчитывалось 445 жителей, было 2 красильни и одна салотопня, раз в году в селе собиралась ярмарка.
Первая четверть XIX века принесла Уренской волости утрату многих свобод и вольностей — категорически были запрещены самовольные порубки леса, драньё луба и мочала, самовольное переселение из деревни в деревню (допускалось по согласованию с начальством). Также запрещалось расчищать кулиги под посевы.
Средства для покупки хлеба уренцы зарабатывали в лесах. Все большее распространение получали различные промыслы. В середине XIX века появились кустарные красильни, салотопни, дегтярни, овчинные, кожевенные, валяльные и другие мастерские, в которых работали сотни батраков. Из деревни в деревню в одиночку и артелями ходили портные, шорники, жестянщики, плотники, пильщики. В 1905 году промыслами занимались 454 двора.
С 19 августа по 15 сентября 1918 года часть населения Уренщины участвовало в неудачном мятеже, поводом к которому послужила перестрелка делегатов крестьянского схода 6 заречных волостей с уездным вооружённым отрядом, закрывшим этот сход. Мятеж был вызван недовольством реквизицией излишков хлеба у крестьян, наложением на Урень денежной контрибуции, стремлением выделиться в самостоятельный уезд.
В 1929 году в результате территориальных реформ, Урень стал административным центром вновь образованного в составе Нижегородского края Уренского района. А через 30 лет село Урень было преобразовано в поселок городского типа. С 27 декабря 1973 года указом Президиума Верховного совета РСФСР Урень был преобразован в город районного подчинения.
В настоящее время Уренский район по уровню своего социально-экономического развития занимает одно из ведущих мест среди сельских районов Нижегородской области.

## Население
| 1939    | 1959    | 1970    | 1979    | 1989    | 2002    | 2003    | 2008    | 2009    |
| ------- | ------- | ------- | ------- | ------- | ------- | ------- | ------- | ------- |
| 45 471  | ↗51 334 | ↘43 096 | ↘38 205 | ↘36 847 | ↘32 045 | ↗32 700 | ↘30 174 | ↘29 790 |
| 2010    | 2011    | 2012    | 2013    | 2014    | 2015    | 2016    | 2017    | 2018    |
| ↗30 106 | ↘29 979 | ↘29 568 | ↘29 252 | ↘29 084 | ↘28 842 | ↘28 788 | ↘28 736 | ↘28 512 |
| 2019    | 2020    | 2021    |         |         |         |         |         |         |
| ↘28 204 | ↘28 055 | ↗28 446 |         |         |         |         |         |         |

### Урбанизация
Городское население (город Урень и рабочий посёлок Арья) составляет 60,94 % от всего населения района.

### Религиозный состав населения
В районе два основных религиозных христианских течения: православное (никонианское) и православное старообрядческое, исторически обусловленное заселением заволжских лесов старообрядцами во времена церковных реформ патриарха Никона. Всего в Уренском районе насчитывается 3 действующих церкви — 1 приход никонианский и 2 старообрядческих.

## Административно-муниципальное устройство
В Уренский район, в рамках административно-территориального устройства области, входят 15 административно-территориальных образований, в том числе 1 город районного значения, 1 рабочий посёлок и 13 сельсоветов.
| №  | Административно- территориальное образование | Административный центр   | Количество населённых пунктов | Население (чел.) | Площадь (км²) |
| -- | -------------------------------------------- | ------------------------ | ----------------------------- | ---------------- | ------------- |
| 1  | город Урень                                  | город Урень              | 3                             | ↗12 361          | 100,15        |
| 2  | рабочий посёлок Арья                         | рабочий посёлок Арья     | 2                             | ↘4768            | 193,23        |
| 3  | Большеарьевский сельсовет                    | деревня Большая Арья     | 10                            | ↘693             | 69,61         |
| 4  | Большепесочнинский сельсовет                 | деревня Большое Песочное | 11                            | ↘740             | 68,00         |
| 5  | Ворошиловский сельсовет                      | деревня Большой Терсень  | 19                            | ↘1442            | 108,91        |
| 6  | Вязовский сельсовет                          | деревня Вязовая          | 6                             | ↘413             | 66,77         |
| 7  | Горевский сельсовет                          | село Большое Горево      | 14                            | ↘1086            | 304,70        |
| 8  | Карповский сельсовет                         | село Большое Карпово     | 4                             | ↗611             | 143,87        |
| 9  | Карпунихинский сельсовет                     | село Карпуниха           | 12                            | ↗734             | 126,16        |
| 10 | Красногорский сельсовет                      | село Большой Красногор   | 7                             | ↘110             | 62,91         |
| 11 | Минеевский сельсовет                         | деревня Минеево          | 4                             | ↘351             | 74,41         |
| 12 | Обходский сельсовет                          | посёлок Обход            | 8                             | ↘468             | 185,64        |
| 13 | Семёновский сельсовет                        | село Семеново            | 11                            | ↘662             | 230,11        |
| 14 | Темтовский сельсовет                         | село Темта               | 4                             | →916             | 65,68         |
| 15 | Устанский сельсовет                          | посёлок Уста             | 7                             | ↗2700            | 304,14        |

В рамках организации местного самоуправления в 2004—2020 гг. в существовавший в этот период Уренский муниципальный район входили соответственно 15 муниципальных образований, в том числе 2 городских поселения и 13 сельских поселений. Законом от 29 апреля 2020 года Уренский муниципальный район и все входившие в его состав поселения были упразднены и объединены в Уренский муниципальный округ.

## Населённые пункты
В Уренском районе 122 населённых пункта, в том числе два городских населённых пункта — город и посёлок городского типа (рабочий посёлок) — и 120 сельских населённых пунктов.
| №   | Населённый пункт    | Тип                   | Население | Административно- территориальное образование |
| --- | ------------------- | --------------------- | --------- | -------------------------------------------- |
| 1   | Урень               | город                 | ↗12 450   | город Урень                                  |
| 2   | Арья                | рабочий посёлок       | ↗4884     | рабочий посёлок Арья                         |
| 3   | Аксёново            | деревня               | ↘0        | Семёновский сельсовет                        |
| 4   | Артамоново          | деревня               | ↗135      | город Урень                                  |
| 5   | Атазик              | посёлок               | ↘74       | рабочий посёлок Арья                         |
| 6   | Багрец              | деревня               | →0        | Большеарьевский сельсовет                    |
| 7   | Баженово            | деревня               | ↘5        | Карпунихинский сельсовет                     |
| 8   | Безбородово         | деревня               | ↘57       | Ворошиловский сельсовет                      |
| 9   | Безводное           | деревня               | ↘45       | Большепесочнинский сельсовет                 |
| 10  | Берёзовка           | деревня               | ↘2        | Минеевский сельсовет                         |
| 11  | Бобылевка           | деревня               | ↘224      | Большеарьевский сельсовет                    |
| 12  | Богданово           | деревня               | ↘3        | Карпунихинский сельсовет                     |
| 13  | Большая Арья        | деревня               | ↘419      | Большеарьевский сельсовет                    |
| 14  | Большая Ворошиловка | деревня               | →9        | Ворошиловский сельсовет                      |
| 15  | Большая Елховка     | деревня               | ↗111      | Большепесочнинский сельсовет                 |
| 16  | Большая Козляна     | деревня               | ↘340      | Карпунихинский сельсовет                     |
| 17  | Большая Малиновка   | деревня               | ↘0        | Темтовский сельсовет                         |
| 18  | Большая Орлиха      | деревня               | ↗15       | Ворошиловский сельсовет                      |
| 19  | Большая Шалега      | деревня               | ↘26       | Большепесочнинский сельсовет                 |
| 20  | Большое Горево      | село                  | ↘475      | Горевский сельсовет                          |
| 21  | Большое Карпово     | село                  | ↘647      | Карповский сельсовет                         |
| 22  | Большое Кириллово   | деревня               | ↘13       | Ворошиловский сельсовет                      |
| 23  | Большое Лопатино    | деревня               | ↘95       | Семёновский сельсовет                        |
| 24  | Большое Непряхино   | деревня               | ↘219      | Ворошиловский сельсовет                      |
| 25  | Большое Никитино    | деревня               | ↘286      | Ворошиловский сельсовет                      |
| 26  | Большое Панфилово   | деревня               | ↘104      | Горевский сельсовет                          |
| 27  | Большое Песочное    | деревня               | ↘287      | Большепесочнинский сельсовет                 |
| 28  | Большой Красногор   | село                  | ↘214      | Красногорский сельсовет                      |
| 29  | Большой Терсень     | деревня               | ↘368      | Ворошиловский сельсовет                      |
| 30  | Буренино            | деревня               | ↘45       | Темтовский сельсовет                         |
| 31  | Быково              | деревня               | ↘0        | Красногорский сельсовет                      |
| 32  | Веденино            | деревня               | ↘200      | Ворошиловский сельсовет                      |
| 33  | Вязовая             | деревня               | ↘268      | Вязовский сельсовет                          |
| 34  | Девушкино           | деревня               | ↘46       | Вязовский сельсовет                          |
| 35  | Демидовский         | починок               | ↘4        | Горевский сельсовет                          |
| 36  | Дерино              | деревня               | ↘1        | Красногорский сельсовет                      |
| 37  | Дианово             | деревня               | →0        | Ворошиловский сельсовет                      |
| 38  | Забегаиха           | деревня               | ↘21       | Семёновский сельсовет                        |
| 39  | Заливная Усадьба    | деревня               | ↘32       | Ворошиловский сельсовет                      |
| 40  | Зубово              | деревня               | ↘7        | Карпунихинский сельсовет                     |
| 41  | Карпуниха           | село                  | ↘487      | Карпунихинский сельсовет                     |
| 42  | Кондобаево          | деревня               | →0        | Семёновский сельсовет                        |
| 43  | Копылиха            | деревня               | ↘48       | Вязовский сельсовет                          |
| 44  | Косолапово          | деревня               | ↘5        | Горевский сельсовет                          |
| 45  | Кочешково           | деревня               | ↘26       | Большеарьевский сельсовет                    |
| 46  | Красный Октябрь     | деревня               | ↘12       | Обходский сельсовет                          |
| 47  | Красный Яр          | деревня               | ↘99       | Семёновский сельсовет                        |
| 48  | Кудряшино           | деревня               | ↗38       | Карповский сельсовет                         |
| 49  | Лесокомбината       | посёлок               | ↘21       | Минеевский сельсовет                         |
| 50  | Липовка             | деревня               | ↘0        | Вязовский сельсовет                          |
| 51  | Локтево             | деревня               | ↘0        | Красногорский сельсовет                      |
| 52  | Ломы                | деревня               | ↘224      | Устанский сельсовет                          |
| 53  | Максимовка          | деревня               | ↘9        | Большеарьевский сельсовет                    |
| 54  | Малафеево           | деревня               | ↘9        | Семёновский сельсовет                        |
| 55  | Малая Арья          | деревня               | ↘35       | Большеарьевский сельсовет                    |
| 56  | Малая Елховка       | деревня               | ↘1        | Большепесочнинский сельсовет                 |
| 57  | Малая Карпуниха     | деревня               | ↘0        | Карпунихинский сельсовет                     |
| 58  | Малая Малиновка     | деревня               | ↘5        | Большеарьевский сельсовет                    |
| 59  | Малое Горево        | деревня               | ↘14       | Горевский сельсовет                          |
| 60  | Малое Кириллово     | деревня               | ↘94       | Ворошиловский сельсовет                      |
| 61  | Малое Климово       | деревня               | →0        | Устанский сельсовет                          |
| 62  | Малое Лопатино      | деревня               | →0        | Семёновский сельсовет                        |
| 63  | Малое Непряхино     | деревня               | ↘13       | Ворошиловский сельсовет                      |
| 64  | Малое Песочное      | деревня               | ↘0        | Обходский сельсовет                          |
| 65  | Малый Терсень       | деревня               | ↘21       | Ворошиловский сельсовет                      |
| 66  | Мальково            | деревня               | ↘29       | Обходский сельсовет                          |
| 67  | Минеево             | деревня               | ↘383      | Минеевский сельсовет                         |
| 68  | Михайлово           | деревня               | ↘94       | Устанский сельсовет                          |
| 69  | Мокроносово         | деревня               | ↗120      | Темтовский сельсовет                         |
| 70  | Обход               | посёлок               | ↘462      | Обходский сельсовет                          |
| 71  | Опушкино            | деревня               | ↘84       | Горевский сельсовет                          |
| 72  | Павлово             | деревня               | ↘4        | Большепесочнинский сельсовет                 |
| 73  | Павловский          | починок               | ↘10       | Карпунихинский сельсовет                     |
| 74  | Палашино            | деревня               | ↘28       | Ворошиловский сельсовет                      |
| 75  | Парамоновский       | починок               | ↗10       | Горевский сельсовет                          |
| 76  | Петрово             | деревня               | →0        | Устанский сельсовет                          |
| 77  | Петряево            | деревня               | ↘42       | Карпунихинский сельсовет                     |
| 78  | Пискуны             | деревня               | ↘0        | Ворошиловский сельсовет                      |
| 79  | Плаксово            | деревня               | ↘5        | Красногорский сельсовет                      |
| 80  | Подгузково          | деревня               | ↘2        | Семёновский сельсовет                        |
| 81  | Половинный          | починок               | ↘93       | Горевский сельсовет                          |
| 82  | Поляки              | деревня               | ↗8        | Ворошиловский сельсовет                      |
| 83  | Понуровский         | починок               | →0        | Горевский сельсовет                          |
| 84  | Пруды               | деревня               | ↘9        | Обходский сельсовет                          |
| 85  | Рамешинский         | починок               | →0        | Горевский сельсовет                          |
| 86  | Рогово              | деревня               | ↘49       | Горевский сельсовет                          |
| 87  | Рябково             | деревня               | →0        | Горевский сельсовет                          |
| 88  | Савино              | деревня               | ↗25       | Обходский сельсовет                          |
| 89  | Свищево             | деревня               | ↘0        | Большеарьевский сельсовет                    |
| 90  | Семеново            | село                  | ↗581      | Семёновский сельсовет                        |
| 91  | Семеново-Шурань     | деревня               | ↘2        | Вязовский сельсовет                          |
| 92  | Серово              | деревня               | ↘118      | Ворошиловский сельсовет                      |
| 93  | Скрябино            | деревня               | ↘12       | Красногорский сельсовет                      |
| 94  | Содомово            | деревня               | ↘48       | Карпунихинский сельсовет                     |
| 95  | Сосновка            | посёлок               | →0        | город Урень                                  |
| 96  | Спиридоново         | деревня               | ↗19       | Ворошиловский сельсовет                      |
| 97  | Стафеево            | деревня               | →0        | Обходский сельсовет                          |
| 98  | Стреляжка           | деревня               | ↘0        | Красногорский сельсовет                      |
| 99  | Суходол             | деревня               | ↘6        | Большепесочнинский сельсовет                 |
| 100 | Тарбеево            | деревня               | ↘25       | Большеарьевский сельсовет                    |
| 101 | Темта               | село                  | ↗759      | Темтовский сельсовет                         |
| 102 | Титково             | деревня               | ↗317      | Большепесочнинский сельсовет                 |
| 103 | Тиховодовский       | починок               | →0        | Горевский сельсовет                          |
| 104 | Тулага              | деревня               | ↘429      | Горевский сельсовет                          |
| 105 | Тулажка             | деревня               | ↘0        | Карпунихинский сельсовет                     |
| 106 | Уста                | посёлок               | ↘2531     | Устанский сельсовет                          |
| 107 | Федотово            | деревня               | ↘30       | Семёновский сельсовет                        |
| 108 | Фитилёво            | деревня               | ↘7        | Карпунихинский сельсовет                     |
| 109 | Фоминское           | деревня               | ↘29       | Большеарьевский сельсовет                    |
| 110 | Хмелёво             | деревня               | ↘12       | Семёновский сельсовет                        |
| 111 | Холкино             | деревня               | ↗81       | Ворошиловский сельсовет                      |
| 112 | Целегородка         | деревня               | ↘0        | Карпунихинский сельсовет                     |
| 113 | Чёрное              | село                  | ↘4        | Минеевский сельсовет                         |
| 114 | Шалега              | посёлок ж.д. разъезда | ↘6        | Большепесочнинский сельсовет                 |
| 115 | Шамино              | деревня               | ↘11       | Устанский сельсовет                          |
| 116 | Шароновка           | деревня               | ↘11       | Карповский сельсовет                         |
| 117 | Шерстниха           | деревня               | ↘7        | Устанский сельсовет                          |
| 118 | Широково            | деревня               | ↘32       | Обходский сельсовет                          |
| 119 | Шитово              | деревня               | ↗9        | Карповский сельсовет                         |
| 120 | Шишкино             | деревня               | ↗22       | Большепесочнинский сельсовет                 |
| 121 | Щелочиха            | деревня               | ↘201      | Вязовский сельсовет                          |
| 122 | Якутино             | деревня               | ↘30       | Большепесочнинский сельсовет                 |

## Экономика

### Промышленность
Промышленность Уренского района представлена следующими предприятиями:
- ЗАО «Завод ЖБИ „Арьевский“» — производство строительных материалов,
- ЗАО «ПО „Оргхим“» — нефтехимическая и лесохимическая промышленность, (Эмульгаторы, канифольная продукция, скипидар, дез.средства, маслонаполнитель Норман- 346, гидроперекись пинана)
- ООО «Форэст» — производство фанеры,
- ООО «Древесные гранулы» — производство твердого топлива (пеллеты),
- ООО «Молочный мир» — молочная промышленность,
- ООО «Пищекомбинат» — Рыба соленая, копченая, хлеб и хлебобулочные изделия, напитки безалкогольные, кондитерские изделия
- МУП Уренская «типография» — полиграфическая промышленность,
- ИП М. И. Репина — лёгкая промышленность,
- ГП НО «Уренский лесхоз» — лесная промышленность,
- ООО «Уренский ЛПХ» — лесная промышленность,
- ООО «Уренский ЛПХ-ПМ» — ((лесоперерабатывающая промышленность)),
- ООО «Уреньгражданстрой» — общестроительные, отделочные работы,
- ООО «Дорожник» — строительство, ремонт, содержание дорог,
- ОАО «Уренская ПМК „Инжсельстрой“» — строительство, ремонт, содержание дорог,
- Уренское ДРСП ОАО «Нижегородавтодор» — строительство, ремонт, содержание дорог.

### Сельское хозяйство
В районе ведут хозяйственную деятельность 20 крупных и средних сельскохозяйственных предприятий. Основная их специализация — животноводство, на долю которого приходится около 60 % валовой продукции сельского хозяйства. Исключительно растениеводством в районе занимается только одно крупное сельскохозяйственное предприятие — колхоз «Елховский».
- КЛХ «Им. Абрамова»
- КЛХ «Путь Ленина»
- ООО «Прожектор»
- КЛХ «Имени Горького»
- СПК «Нива»
- КЛХ «Имени ХХ партсъезда»
- КЛХ «Заря коммунизма»
- СПК «Родина»
- КЛХ «Минеевский»
- СПК «Имени Свердлова»
- СПК «Семеновский»
- СПК «Арьевский»
- КЛХ «Имени Калинина»
- КЛХ «Карповский»
- КЛХ «Елховский»
- ООО «Мальковское»
- СПК «Маяк»
- ООО «Уренская МТС»

Для выработки совместных решений по дальнейшему развитию малого предпринимательства с 2005 года действует «Союз предпринимателей Уренского района»,
С 2008 года функционирует АНО «Уренский центр развития бизнеса», где предприниматели получают всю необходимую информацию о способах и методах государственной поддержки, а также полный спектр бухгалтерских, кадровых, юридических и офисных услуг.

### Торговля
В районе имеется 4 крупных торговых центра (ТЦ «Караван», ТЦ «Дуэт», ТЦ «Виктория», ТЦ «Империя»), «Пятерочка», «Магнит», «ТМК», «Fix-price», 326 магазинов разной направленности (в том числе 153 по продаже продовольственных товаров и 173 — по продаже непродовольственных товаров), 186 торговых точек, принадлежащих индивидуальным предпринимателям (в том числе 48 по продаже продовольственных товаров и 138 — по продаже непродовольственных товаров). Кроме того, имеется 3 организации, занимающиеся оптово — розничной торговлей (в том числе ФНОПО «Уренское ОРП», ООО «ВКТ»).
На территории района имеется 12 предприятий общественного питания, осуществляет деятельность Уренское Райпо.

### Ресурсы

#### Земельные ресурсы
Уренский район расположен в самом центре Ветлужского равнинного таёжно-лесного края (Северное Заволжье), лесной природной зоны Нижегородской области. В районе преобладают дерново-подзолистые почвы, местами встречаются (в пойме реки Усты) подзолисто-болотные и болотные почвы. По механическому составу подзолистые почвы Заволжья в большинстве своем песчаные и супесчаные.
В общей структуре земельного фонда района наибольший удельный вес имеют леса и сельскохозяйственные угодья. Их доля составляет около 94 % всех земельных ресурсов.

#### Минеральные ресурсы
Из полезных ископаемых в районе имеются запасы глины для строительной керамики (более 2 000 000 м³), строительного песка (2 000 000—10 000 000 м³) и торфа. Причём, если песок добывается и используется в промышленных целях — для строительства автодорог, зданий и сооружений, благоустройства населённых пунктов, то глина и торф на сегодняшний день используется лишь населением (глина) и сельскохозяйственными предприятиями (торф) в незначительных количествах.
Запасы торфа на территории района составляют 16 200 000 м³. Кроме того, на границе Уренского и Ветлужского районов находится крупное торфяное месторождение Большой Мокряй с запасами торфа свыше 50 000 000 м³. Месторождение относится к промышленному торфяному фонду со степенью разложения 45 % и зольностью 9,5 %, пригодному для производства торфяных брикетов, а также концентрированных торфяных удобрений.

#### Лесные ресурсы
Общая площадь лесов 135 000 гектар, лесистость района (отношение площади лесных земель к общей площади территории района) — 64,3 % , запасы древесины по основным лесообразующим породам − 20 507 800 м³, в том числе хвойных пород — 9 489 500 м³ (46,3 %). Леса I группы занимают 9,2 % площади лесных земель, леса II группы — 90,8 %.
В возрастном отношении в Уренском районе преобладают средневозрастные леса — 49,3 % покрытой лесом площади, молодняк — 23,7 %, приспевающие леса — 14,8 %, спелые и перестойные — 7,7 %.

#### Водные ресурсы
Район покрыт сетью мелких озёр, рек и болот. Основными реками, протекающими по территории района являются реки Уста, Вая, Темта, Чёрная. Потребности в питьевой воде обеспечиваются в значительной степени за счёт артезианских скважин, отличающихся высоким качеством пресных вод.

### Транспорт
Уренский район занимает ключевые позиции на транспортных магистралях для всех северных районов Нижегородской области. Через Уренский район проходят автомобильные магистрали областного значения: Нижний Новгород — Киров, Урень — Ветлуга — Шарья — Никольск — Великий Устюг — Котлас и Урень — Тонкино (К-83). Протяженность автомобильных дорог с твердым покрытием составляет 319 километров. Дороги района является единственной возможностью доступа к железной дороге для Ветлужского, Тонкинского и Шарангского районов.
Железная дорога связывает сам Урень и район с областными центрами — Нижним Новгородом и Кировом. Железнодорожная станция Урень принимает пассажирские поезда различных направлений. Протяженность железнодорожного полотна по территории района составляет 58 км. Пассажирские электропоезда перевозят пассажиров из областного центра до Уреня и далее в соседние районы. На территории района находятся 5 железнодорожных станций : Урень, Уста, Минеевка , Арья, Обход. Станция Урень является крупной погрузо-разгрузочной площадкой.
Наиболее крупная река Уста несудоходна.

## Культураиобразование
Число дошкольных образовательных учреждений 22, в них мест 1345.
На территории района функционирует детский дом на 30 человек. Число общеобразовательных школ — 21, из них число дневных общеобразовательных школ, занимающихся в 1 смену — 17. Число учреждений начального профессионального образования: 1 лицей.

### Культура и спорт
В районе функционирует 22 сельских домов культуры, 22 библиотеки, районный дом культуры, детские музыкальная и художественная школы с филиалами в посёлках Усте и поселке Арье, исторический музей, выставочный зал, дом ремёсел, парк культуры и отдыха.
В 2009 году был открыт физкультурно-оздоровительный комплекс «Спарта».

## Лечебные учреждения
Лечебные учреждения Уренского района представлены Государственным бюджетным учреждением здравоохранения «Уренской центральной районной больницей», участковой больницей в поселке городского типа Арья, участковой больницей в поселке Уста и участковой больницей в с. Карпуниха, сетью фельдшерско-акушерских пунктов.
В городе Урене имеется стоматологическая клиника и сеть частных стоматологических кабинетов.